# Франк Лапидъс
Франк Лапидъс (на английски: Frank Lapidus) е герой от американския сериал „Изгубени“ на телевизия ABC. Ролята се изпълнява от Джеф Фейхи. Франк е представен във втори епизод на четвърти сезон като пилот, нает на мисия до острова, където полет 815 на Океаник е катастрофирал. В българския дублаж на четвърти сезон Франк се озвучава от Борис Чернев, от Георги Тодоров в четвърти сезон на AXN и от Стоян Алексиев в пети и шести сезон на AXN.